# Alba Catena
Alba Catena és una formació geològica del tipus catena del quadrangle Arcadia de Mart, situat amb coordenades planetocèntriques a 36.26 ° latitud N i 245.44 ° longitud E. Té un diàmetre de 144.86 km i va rebre el nom d'un clàssic d'albedo. El nom va ser fet oficial per la UAI l'any 1985. El terme "Catena" fa referència a una cadena de cràters.